# Taouret
 (février 2016).
Si vous disposez d'ouvrages ou d'articles de référence ou si vous connaissez des sites web de qualité traitant du thème abordé ici, merci de compléter l'article en donnant les références utiles à sa vérifiabilité et en les liant à la section « Notes et références ».
Taouret ou Thouéris, Toéris, Thoéris, Toueris, est une divinité égyptienne.
Le nom hellénisé « Thouéris » vient de l'égyptien « Ta ouret » et signifie « La grande ».
Il est donné à plusieurs divinités comme épithète (Hathor et Isis notamment) et désigne aussi collectivement toutes les déesses hippopotames.
Les textes modernes lui associent Opet (ou Apet).

## Culte
Dans la mythologie égyptienne, elle est la déesse au corps d'hippopotame. Elle se dresse sur ses pattes arrière de lion et, dans ses pattes avant en forme de mains humaines, elle tient le signe hiéroglyphique signifiant « protection ». Représentée appuyée sur l'Ânkh, la déesse a un aspect hybride symbolisant à la fois la fécondité et la férocité de la mère défendant sa progéniture.
Elle est la déesse protectrice de l'accouchement. Sa représentation a deux buts. Tout d'abord, effrayer les mauvais esprits et les tenir ainsi éloignés de l'enfant à naître. Puis, après l'accouchement, ses seins généreux assurent un bon allaitement. La relation avec la maternité est établie selon un autre accessoire qui l'accompagne parfois (notamment représenté sur le zodiaque de Dendérah), un couteau en obsidienne dont on se servait pour couper le cordon ombilical. Une des facultés de cette matière est de couper de manière antiseptique pour éviter l'infection du cordon. Mis à part cet aspect maternel, la couleur rouge de Taouret est aussi peut-être attribuable aux menstruations.
Les femmes enceintes portaient souvent des amulettes à son effigie pour se protéger du mauvais sort. La déesse elle-même est souvent représentée portant l'amulette Sa, le symbole de la protection.
En tant que protectrice de l'accouchement, elle est souvent associée au dieu Bès, avec qui elle partage certaines fonctions. Selon Plutarque, elle a été à une période la concubine de Seth ; mais elle en est l'opposée, Seth étant provocateur d'avortement.
Taouret est également un symbole de fécondité. En effet, associée à la fête d'Opet, elle représente la fertilité apportée par les eaux du Nil qui fécondent la terre et permettent la culture.
La forme animale de la déesse fait d'elle, dans certains cas, une compagne du dieu Seth, considéré comme incarné dans l'hippopotame mâle, toujours maléfique.
Avec Apet, elle forme la déesse double Apet-Taourt, bien qu'elle conserve son individualité. Les textes modernes fusionnent complètement ces deux entités.

## Temple

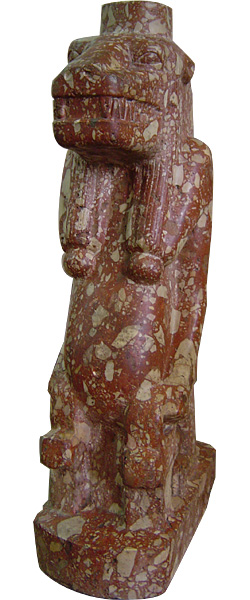
Statuette de Taouret.

Un temple lui est consacré à Karnak.
Au Gebel Silsileh, Taouret est représentée avec une tête de femme et une ample vêture qui cache son corps animal.

## Dans la fiction
Dans la série américaine Lost : Les Disparus, une immense statue de Taouret est construite sur l'île.
Taouret apparaît en tant que protagoniste dans la série télévisée Moon Knight.
Le trentième épisode de la série télévisée Papyrus s'intitule « La justice de Thoueris » dans lequel la divinité apparaît plusieurs fois dans l'épisode.